# اوزو-زاکورا
اوزو-زاکورا (به ژاپنی: 渦桜 ウズザクラ uzu-zakura) نام علمی (Cerasus lannesiana 'Spiralis' Miyoshi) نام یک نوع درخت ساکورای باغی است. پس از پایان گل دهی و نزدیک به افتادن شکوفه پرچم آن به رنگ قرمز در می‌آید. گل آن یک مادگی دارد.
- تعداد گلبرگ: ۲۰–۳۰ عدد
- رنگ:صورتی مایل به قرمز
- قطر گل: ۴ تا ۵ سانتیمتر
- زمان گل‌دهی:اواخر ماه آوریل
- مکان نمونه:باغ گیاه‌شناسی جنگل تاما